# Harold D. Cooley
Harold Dunbar Cooley (26 de julho de 1897 - 15 de janeiro de 1974) foi um político americano do Partido Democrata. Representou o quarto distrito do congresso da Carolina do Norte de 1934 a 1966. Cooley continua sendo o Presidente a servir por mais tempo na história do Comitê de Agricultura da Câmara dos Estados Unidos.
Foi quase derrotado em 1964 pelo Republicano James Carson Gardner e perdeu para o Gardner em uma virada impressionante de 13 pontos em 1966.
Sua casa em Nashville, a Casa Bissette-Cooley, foi listada no Registro Nacional de Lugares Históricos em 1985.